# Örtöö
Pour les articles homonymes, voir Yam (homonymie).
L'örtöö (mongol bichig : ᠥᠷᠲᠡᠭᠡ mongol cyrillique : өртөө, translittération : örtöö, littéralement : relais de poste) ou yam (russe : ям) est un système postal mis en place dans l'Empire mongol sous le règne de Gengis Khan (qui a duré de 1206 à 1227). Des relais de poste étaient placés dans tout l'empire permettant aux postiers de changer de chevaux ou de se reposer. Il permettait de transmettre très rapidement le courrier, les informations des éclaireurs et espions, ainsi que de s'informer sur la sécurité de voyageurs dignitaires importants, tels que Marco Polo ou Jean de Plan Carpin.

## Description
L'ensemble du réseau de routes et de parcours équipés en relais de poste de l'Empire mongol, au meilleur moment de celui-ci et d'après différents éléments, a dû représenter près de 60 000 km. On peut supposer l'existence de 2 500 à 3 000 relais de poste, la présence d'environ 125 000 à 150 000 chevaux (Marco Polo dit 200 000), et peut-être 7 000 à 8 000 personnes affectées à ces relais. Cette organisation de la transmission des nouvelles a sans aucun doute été un des facteurs décisifs des victoires foudroyantes des armées mongoles à une telle échelle et de l'assujetissement rapide des populations.
Les stations de ce réseau jalonnaient la steppe tous les 30-35 km. Ce réseau était constitué de plusieurs itinéraires et certaines portions étaient tenues secrètes car réservées aux messagers impériaux. Les étrangers n'avaient pas accès au yam, à l'exception des marchands travaillant pour les Mongols et des diplomates. On sait par exemple que le franciscain Guillaume de Rubrouck put emprunter un des itinéraires du yam grâce à l'intervention d'un chef mongol qui le guida d'une station à l'autre jusqu'à Karakorum.